# Lira sacro-hispana
Lira sacro-hispana ist die erste große denkmalerähnliche Sammlung von alten und (seinerzeit) modernen Werken der spanischen Kirchenmusik des 16.–19. Jahrhunderts. Sie wurde von dem spanischen Musikwissenschaftler und Komponisten Hilarión Eslava (1807–1878) herausgegeben und umfasst zehn Bände, die nach Jahrhunderten zu je zwei Serien geordnet sind. Die Reihe erschien in Madrid bei M. Salazar (1869). Sie enthält biographische Anmerkungen.

## Beschreibung
In der Sammlung sind folgende Komponisten sind mit Werken vertreten:
- 16. Jahrhundert: (1) zwei Anonymi, Fr.Bernal Gonzales, Fr. de Ceballos (eines der drei Werke, Inter vestibulum, muss R. de Ceballos zugewiesen werden), B.Escobedo, P.Fernandez de Castilleja, A. de Fevin, Chr. Morales, Fr. de Pefialosa, B.Ribera, M.Robledo, A. de Torrentes; (2) D. del Castillo, M. Gomez Camargo, Fr. Guerrero, F. de las Infantas, J.Navarro, D.Ortiz, P.Periafiez, T.L. de Victoria.
- 17. Jahrhundert: (3), Gr.Baban, D.Caseda, J. B. Comes, A. de Heredia, A.Juares, A.Lobo, M.Romero, Fray P. Tafalla, U. de Vargas, M.J. Veana, S. de Vivanco; (4): Sebastian Duron, Francisco Melchor de Montemayor, Antonio Teodoro Ortells, Charles Patin, Diego de Pontac, Juan Garcia de Salazar
- 18. Jahrhundert (5) zwei Anonymi, Fr. V. Cabrera, J. de Caseda, P.Fuentes, B. Julia, A.Literes, D. de las Muelas, J.Paez, P. Rabassa, J. P. Roldan, N.Sanjuan, Padre A. Soler, J. de Torres Martinez Bravo, Fr. Vails; (6) J. Lidon, J.Nebra, A.Ripa.
- 19. Jahrhundert: (7) P.Aranaz y Vides, Fr.J.Cabo, R.F.Cuellar, M.J.Doyagiie, Don Fr. Garcia, A. Montesinos, J. Pons, J.Prieto, Fr. Secanilla; (8) Francisco Andrevi y Castellar, Juan Bros y Bertomeu, Nicolas de Ledesma, Mariano Rodriguez Ledesma;  (9) H.Eslava (10) (nebst Appendix), M.J.Doyagiie, S.Duron, M.Fernandez Caballero, M.Garcia, C.J.Hugalde, V.Meton, D.Olleta, R. Ozcoz y Calahorra, J. Perez y Alvarez, H. Pradanos, Fr. Secanilla.

## Inhaltsübersicht
(nach imslp)
- v. 1, t. 1, s. XVI, serie 1: Apuntes biográficos de los autores cuyas obras contiene este tomo. Antífona a Ntra. Sra. : Ave Regina Coelorum / Ramos. Magnificat. Motete a la pasión de N.S.C. Sanctus Benedictus y Agnus ; Motete a 6 voces / Antonio Kevin. Seis motetes a 4 voces: (n. 1, Sancta Mater ; n. 2, Motete a 4, Tribularer ; n. 3, Motete a 4, In passione ; n. 4, Motete a 4, Memorare ; n. 5, Motete a 4, Versa est ; n. 6, Motete a 4, Precor te) / Francisco de Peñalosa. Magnificat a cuatro voces ; Dos motetes : (n. 1, In asumptione B.M.V. ; n. 2, In Dominica 6ª post octava corporis Christi) / Bernardino Ribera. Magnificat a 4 voces / Andrés de Torrentes. Tres motetes a 4 voces (n. 1, In festo B.M.V.; n. 2, In feria 4ª cinerum ; n. 3, In dominicis diebus per annum) / Francisco Ceballos. Cinco motetes : (n. 1, In feria 4ª cinerum ; n. 2, Feria 6ª in passione ; n. 3, In Dominica 3ª quadragesesimæ ; n. 4, In festo Sanctæ Crucis ; n. 5, In diebus Dominicis) ; Kirie, Christe et Gloria a 4 voces / Cristóbal Morales. Tres motetes a 4 voces : (n. 1, Immutemur ; 2, Esurge ; n. 3, Erravi) / Bartolomé Escobedo. Dos motetes (n. 1, Dispersit ; n. 2, Heu mihi) / Pedro Fernández. Ave Sanctissimum : motete / Antonio Bernal. Cuatro obras : (n. 1, Motete, In passione Domini nostri J.C. ; n. 2, Invitatorium defunctorum ; Psalmus, Confitebor septimi toni ; n. 4, Ave maris stella) / Melchor Robledo
- v. 2, t. 1, s. XVI, serie 2: Apuntes biográficos de los autores cuyas obras contiene este tomo. Misa, Ave maris stella ; Cinco motetes : (n. 1, Vere languores ; n. 2, O! Domine ; n. 3, Jesé dulcis memoria ; n. 4, O! Quam gloriosum ; n. 5, Laudate Dominum) ; Misa de Réquiem / Tomás Luis de Victoria. Pasiones para Domingo de Ramos (Passio secundum Mattheum) y Viernes Santo (Passio secundum Joanem) ; Dos motetes : (n. 1, Ave virgo a cinco voces ; n. 2, Trahe me post a cinco voces) ; Misa a cuatro voces sobre el canto Simile est regnum celorum / Francisco Guerrero. Dos salmos y tres magnificat : (n. 1, Lauda Jerusalem ; n. 2, In exitu Israel de Egipto ; n. 3, Magnificat primer tono ; n. 4, Magnificat segundo tono ; n. 5, Magnificat quinto tono) / Juan Miguel Navarro. Dos motetes a cinco voces : (n. 1, Quis enim cognovit ; n. 2, O altitudo divitiarum) / Diego del Castillo. Secuencia de resurrección / Fernando de las Infantas. Himno de Santiago apóstol / Miguel Gómez Amargo ; Motete, Pro defunctis / Diego Ortiz. Motete, Maria Virgo / Pedro Periañez
- v. 3, t. 1, s. XVII, serie 1: Apuntes biográficos de los autores cuyas obras contiene este tomo. Responsorio 1º de los maitines de Navidad / Juan Bautista Comes. Cuatro motetes : (n. 1, Versa est ; n. 2, Credo quod Redemptor ; n. 3, Vivo ego ; n. 4, Ave Maria) / Alfonso Lobo. Magnificat / S. Aguilera de Heredia. Responsos y 1ª lección de difuntos / PedroTafalla. Responso, Liberame Domine / Matías Romero. Villancico asturiano para la Navidad de N.S. / Matías Veana. Motete, ¡O Domine! / Sebastián Vivanco. Magnificat / Urban de Vargas. Salmo, Voce mea ad Dominum / Gracian Baban. Dos motetes : (n. 1, Vulneraste cormcum ; n. 2, Dum sacrum pignus) / Alfonso Juárez. Misa a ocho voces / Diego Cáseda
- v. 4, t. 1, s. XVII, serie 2: Apuntes biográficos de los autores cuyas obras contiene este tomo. Misa, In exitu Israel de Egipto : a 4 voces / Pontac. Misa, In devotione : a 8 voces en dos coros / Patiño. Siete motetes : (n.1, Hei mihi ; n. 2, O Rex Gloria ; n. 3, Quoe est ista ; n. 4, Vide speciosam ; n. 5, Sancta Maris ; n. 6, Nativitas tua ; n. 7, Mater Dei) / García Salazar. Lamentación primera del Miércoles Santo a doce voces en tres coros / Ortells. Misa de difuntos a 8 voces / Francisco de Montemayor. Motete a 4 voces / Durón
- v. 5, t. 1, s. XVIII, serie 1: Apuntes biográficos de los autores cuyas obras contiene este tomo. Introito, tracto, ofertorio y motete / José de Torres Martínez Bravo. A la muerte de Carlos II, Rey de España. Motete, Audite universi populi / Pedro Rabassa. Motete, Tota pulchra / Francisco Valls. Kiries y Gloria / Francisco Cervera. Motete a la pasión de N.S.J.C. / Juan Pérez Roldán. Lecciones del Oficio de difuntos 1ª y 2ª del tercer nocturno / N. San Juan. Himno de vísperas a la Navidad de N.S.J.C. / Juan Páez. Seis motetes : (n. 1, A los dolores de la SSma. Virgen ; n. 2, Domingo primero de Cuaresma ; n. 3, Domingo de Pasión ; n. 4, Domingo primero de adviento ; n. 5, Domingo segundo de adviento ; n. 6, Domingo cuarto de adviento) / Diego Muelas. Kiries y Gloria / José de Cáseda. Dos himnos : (n. 1, Exultet orbis ; n. 2, Sanctorum meritis) / Antonio Literes. Vísperas de difuntos y responsos / Benito Juliá. Salmo, Beatus vir / Pascual Fuentes. Introito y Ofertorio de difuntos / Antonio Soler. Motete sobre el cantollano de la Antífona "Ecce sacerdos magnus" / desconocido ;
- v. 6, t. 1, s. XVIII, serie 2: Apuntes biográficos de los autores cuyas obras contiene este tomo. Misa de réquiem a 8 voces con violines, flautas y bajo / Nebra. Misa a 8 voces en dos coros con violines, contrabajo y trompas sobrepuestas ; Stabat mater a 8 voces en dos coros con acompañamiento de órgano o piano / Ripa. Ave maris Stella a 4 y 8 voces con acompañamiento de cuarteto de cuerda / Lidón. Ave maris Stella
- v. 7, t. 1, s. XIX, serie 1: Apuntes biográficos de los autores cuyas obras contiene este tomo. Lamentación 1ª del Miércoles Santo con orquesta ; Lamentación 1ª del Jueves Santo con orquesta / Francisco J. García. Ofertorios para las Dominicas de adviento ; Laudate dominum con violines y trompas / Pedro Aranaz. Miserere con flauta, fagotes, trompas y acompañamiento / Manuel J. Doyagüe. Himno al Apóstol Santiago ; Pange lingua / Francisco Secanilla. Salve regina con violines, trompas, órgano y bajo / Julián Prieto. Motete al Santísimo Sacramento / Ramón Cuellar. Motete, Sancta et inmaculada Virginitas / Antonio Montesinos. Letrilla a la Ssma. Virgen, Oh Madre / José Pons. Salmo, Memento Domine / Francisco J. Cabo
- v. 8, t. 1, s. XIX, serie 2: Apuntes biográficos de los autores cuyas obras contiene este tomo. Te deum laudamus a cuatro voces, coro de bajos y orquesta ; Tres motetes al Ssmo. ; Oficio de difuntos a ocho voces y orquesta / Eslava
- v. 9, t. 2, s. XIX, serie 1: Apuntes biográficos de los autores cuyas obras contiene este tomo. Stabat mater a 3 voces con acompañamiento de cuarteto / Nicolás Ledesma. Salmo de completas a 4 voces en dos coros con acompañamiento de orquesta, Nunc dimitis ; Salve regina a 6 voces obligada de dos tiples con acompañamiento de orquesta / Andrevi. Salmo 3º de Nona : Principes persecuti sunt a 4 voces con acompañamiento de orquesta / Mariano Rodríguez Ledesma. Benedictus a 4 voces con acompañamiento de orquesta pequeña / Bros
- v. 10, t. 2, s. XIX, serie 2: Apuntes biográficos de los autores cuyas obras contiene este tomo. Salve regina a ocho voces en dos coros sobre el cantollano ; ¡O Salutaris para voz de barítono con acompañamiento de orquesta y coros / José Pérez y Álvarez. Dos motetes al Santísimo : (n. 1, Bone pastor ; n. 2, O! Salutaris hostia) / Ciriaco Jiménez Hugalde. Tres motetes al Santísimo : (n. 1, O quoniam suavis est Domine ; n. 2, Ecce panis angelorum ; n. 3, O! Salutaris hostia) / Valentín Metón. Salve regina con cinco voces con órgano y bajo / Domingo Olleta. Ave maris stella a cuatro voces y con coro y órgano / Mariano García. Motete al Santísimo, O quam suavis, a 4 voces y cuarteto de cuerdas / Hilario Pradanos. Motete a la Santísima Virgen, Ave maris, a 4 voces y grande orquesta / Manuel Fernández Caballero. Dos motetes : (n. 1, Lauda sion ; n. 2, Vere languores nostros) / Remigio Ozcoz y Calanorra. Apéndice: Himno scripta sunt / Francisco Secanilla. Magnificat a 8 voces con orquesta y órgano / Manuel Doyagüe. Inventario de difuntos / Sebastián Durón. Breve memoria histórica de la música religiosa en España / Hilarión Eslava, director de esta publicación Registro bibliográfico